# Pulzační motor

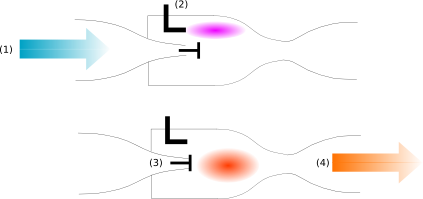
Schéma pulsačního motoru.
První část cyklu: vniknutí vzduchu (1), smísení s palivem (2).
Druhá část: uzavření lamel nebo záklopky (3), zapálení směsi vzduchu a paliva (4).

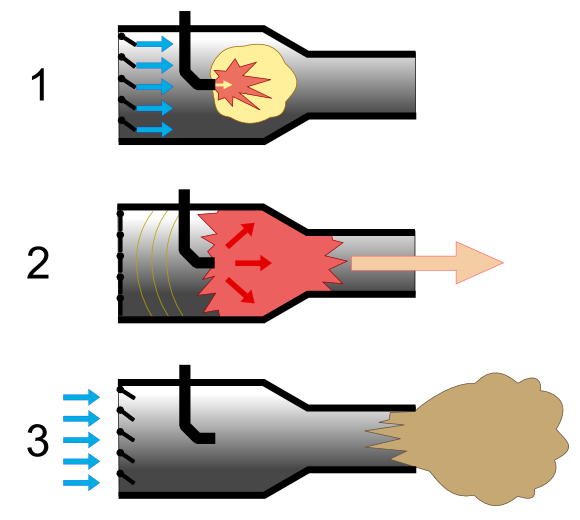
Schéma pulsačního motoru

Pulzační motor je reaktivní motor jednoduché konstrukce, fungující na podobném principu jako náporový motor.

## Princip fungování
Pulzační motor funguje na jednoduchém principu pulzačního spalování směsi paliva a vzduchu ve spalovací komoře. Na rozdíl od náporového motoru dosahuje vyššího výkonu při podzvukových rychlostech (nadzvukový pulzní motor se nevyrábí). Funkci motoru umožňují samočinné ventily na vstupu do motoru, zpravidla provedené jako pružné lamely či membrány. Ventily vlivem tlakového pulsu při zážehu paliva uzavřou vstupní otvor pro vzduch, a vytvoří tak uzavřenou spalovací komoru s výstupní tryskou. Zážeh způsobí krátkodobý prudký nárůst tlaku, a spaliny výstupní tryskou prudce vyrazí. Po tlakovém pulsu následuje vlivem elasticity plynného média podtlaková vlna, která způsobí otevření lamelových ventilů, a dílem nasátím, dílem náporovým účinkem (za letu), vnikne do spalovací komory nový čerstvý vzduch. Do něj vstříknuté palivo se opět zažehne a způsobí další tlakový puls. Cyklus nasátí vzduchu, vytvoření palivové směsi, a zážeh se periodicky opakuje, a je velmi rychlý, ve frekvenci několika desítek za sekundu.
Podobně jako náporový motor, také motor pulzační vyžaduje nejprve uvedení do pracovní rychlosti – obvykle přes 200 km/h. Letoun poháněný tímto motorem je katapultován nebo startuje za pomoci přídavných raketových motorů na tuhé palivo. Ovšem: Modelářské pulzační motory startují z klidu. Po druhé světové válce oblíbené upoutané letecké modely, poháněné pulzačními proudovými motory, ani nijak předem, před nahozením, urychlovány být nemohly. Na to tehdejší běžní modeláři neměli. Běh motoru po prvotním impulsu, např. vzduchovou hustilkou, a po současném zážehu paliva, udržuje rezonance vhodně naladěného systému.
Pulzační motor se za letu projevuje charakteristickými kroužky žhavých plynů ze spalovací trysky a mohutným bzučivým zvukem.

## Využití
- Modelářství
- Jednoduché bezpilotní letouny
- Řízené střely

V současné době je využití pulzačních motorů minimální, kromě využití v modelářství kvůli dosažené realističnosti se takřka nevyužívají. Známé využití pulzačního motoru bylo u letounové střely Fi 103 (V-1) Německem ve druhé světové válce.